# Bundesstraße 533
Pour les articles homonymes, voir Route 533.
La Bundesstraße 533 (abrégé en B 533) est une Bundesstraße reliant Hengersberg à Freyung.

## Localités traversées
- Bavière
  - Arrondissement de Deggendorf
    - Hengersberg
    - Auerbach

  - Arrondissement de Freyung-Grafenau
    - Innernzell
    - Schönberg
    - Grafenau
    - Hohenau
    - Freyung